# Glenn D. Walker

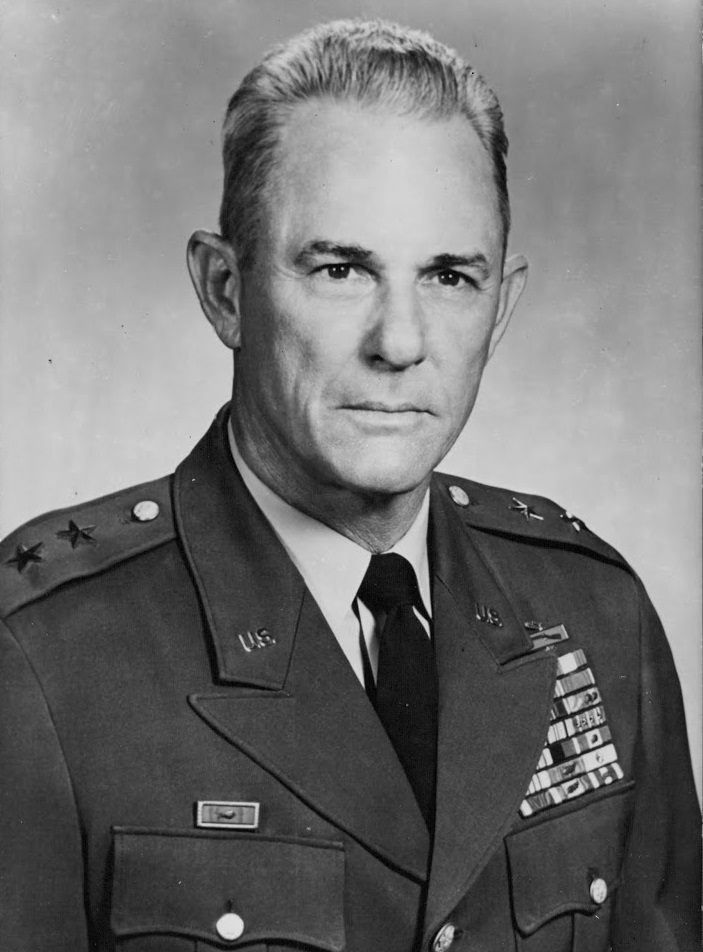
Generalleutnant Glenn D. Walker

Glenn David Walker (* 21. Januar 1916 in Hineston, Rapides Parish, Louisiana; † 3. Mai 2002 in Kosciusko, Mississippi) war ein US-amerikanischer Offizier und Generalleutnant der US Army, der unter anderem zwischen 1969 und 1970 Kommandeur der 4. Infanteriedivision (4th Infantry Division), von 1971 bis 1972 Kommandierender General des I. US-Korps (I Corps) und zuletzt von 1973 bis 1974 Kommandierender General der Ersten US-Armee (First US Army) war.

## Leben

### Studium, Militärdienst und Zweiter Weltkrieg
Glenn David Walker, Sohn von Holt Walker und dessen Ehefrau Berdie Cleora Hines Walker, verbrachte seine Kindheit ab 1926 in Morton und besuchte dort die Morton High School. Im Anschluss begann er 1934 ein grundständiges Studium am East Central Community College (ECJC) und trat während dieser Zeit in Decatur in die Nationalgarde von Mississippi ein. Er setzte sein Studium von 1935 bis 1936 an der University of Mississippi sowie zwischen 1937 und 1939 am Mississippi College fort und schloss dieses 1939 mit einem Bachelor of Arts (B.A.) ab. Im Anschluss war er als Sportlehrer am Mississippi College tätig.
Nach dem Angriff auf Pearl Harbor am 7. Dezember 1941 und dem Eintritt der Vereinigten Staaten in den Zweiten Weltkrieg am darauf folgenden 8. Dezember 1941 begann Walker im Februar 1942 seine militärische Laufbahn und versah zunächst seinen Dienst in dem zur 4. Infanteriedivision gehörenden 22. Infanterieregiment. Im Januar 1944 wurde er nach England verlegt und war Chef einer Kompanie des 22. Infanterieregiments, mit dem er am 6. Juni 1944 am D-Day am Utah Beach teilnahm, der „Operation Neptune“ genannten alliierten Landung in der Normandie. Während der Schlacht um Saint-Lô (3. bis zum 20. Juli 1944) wurde er Kommandeur eines Bataillons des 22. Infanterieregiments. 1944 erhielt er den Silver Star. Während der Schlacht im Hürtgenwald (6. Oktober 1944 bis 10. Februar 1945), die für die US-Army die blutigste Schlacht auf dem europäischen Kriegsschauplatz war, wurde er schwer verwundet.

### Nachkriegszeit
Nach seiner Genesung in einem Militärkrankenhaus in den USA wurde Walker im Juni 1945 als Oberstleutnant (Lieutenant Colonel) Instrukteur für Taktik an der Heeres-Infanterieschule in Fort Benning sowie im Sommer 1947 Mitglied der Heeres-Beratergruppe in Nanking, wo er bis Herbst 1948 verblieb. Im Herbst 1948 wurde er ins Hauptquartier des US-Kommandos Fernost FECOM (Far East Command) nach Tokio versetzt und absolvierte 1950 einen Lehrgang am Command and General Staff College (CGSC) in Fort Leavenworth, woraufhin er selbst Instrukteur am CGSC wurde. Nachdem er von 1955 bis 1956 das US Army War College (AWC) in Carlisle absolviert hatte, wurde er zunächst 1956 stellvertretender Chef des Stabes für Nachrichtendienste (G 2) im Hauptquartier der in Wiesbaden stationierten Siebten US-Armee (Seventh US Army) und danach 1957 Kommandeur des 6. Infanterieregiments (6th Infantry Regiment) in Berlin. Im Sommer 1958 wechselte er ins Pentagon und war dort im Büro des stellvertretenden Chefs des Stabes des Heeres für Operationen tätig und anschließend Offizier im Vereinigten Generalstab JCS (Joint Chiefs of Staff).
Nachdem Glenn D. Walker das National War College (NWC) in Fort Lesley J. McNair absolviert hatte, war er zwischen August 1962 und Februar 1965 Assistierender Chef des Stabes für Personal (G 1) der in Südkorea stationierten Achten US-Armee (Eighth US Army) sowie zuletzt Assistierender Chef des Stabes für Personal (G 1) des Heereskommandos Pazifik USARPAC (US Army Pacific) in Honolulu.

### Vietnamkrieg und Aufstieg zum Generalleutnant
Im Februar 1965 wurde Walker Assistierender Kommandeur der 25. Infanteriedivision (25th Infantry Division) und mit einem wesentlichen Teil der Division im Dezember 1965 nach Südvietnam verlegt. Im Vietnamkrieg war er zwischen April und Oktober 1966 zunächst Kommandeur der 3. Brigade-Einsatzkräfte (Third Brigade Task Force), die später zur 3. Brigade der 4. Infanteriedivision wurde. Im Anschluss wurde er im Oktober 1966 Assistierender Kommandeur der 4. Infanteriedivision, die zu dieser Zeit in Pleiku im zentralen Hochland Vietnams (Tây Nguyên) stationiert war. Im August 1967 kehrte er in die USA zurück und wurde zunächst zum Hauptquartier des Kontinentalen Heereskommandos (US Continental Army Command) abgeordnet. Für seine Leistungen erhielt er am 26. Oktober 1967 die Army Distinguished Service Medal.
Nach seiner Beförderung zum Generalmajor (Major General) im November 1967 wurde Glenn D. Walker stellvertretender Chef des Stabes für militärische Operationen und Reservestreitkräfte im Hauptquartier des US Continental Army Command in Fort Monroe. Im November 1969 kehrte er nach Vietnam zurück und wurde dort als Nachfolger von Brigadegeneral Donn R. Pepke Kommandeur der 4. Infanteriedivision (4th Infantry Division). Auf diesem Posten verblieb er bis Juni 1970, woraufhin Generalmajor William A. Burke seine dortige Nachfolge antrat. Im Anschluss kehrte er in die USA zurück und wurde dort am 1. August 1970 im Heeresministerium (US Department of the Army) assistierender stellvertretender Chef des Stabes des Heeres für militärische Operationen.
Anschließend war Generalleutnant (Lieutenant General) als Nachfolger von Generalleutnant Edward L. Rowny von Juli 1971 bis zu seiner Ablösung durch Generalleutnant Richard T. Knowles im August 1972 Kommandierender General des in Südkorea stationierten I. US-Korps (I Corps). Nach seiner Rückkehr in die USA wurde er im August 1972 Sonderassistent des Chefs des Heeresstabes (Chief of Staff of the Army) für Ausbildung. Zuletzt löste er im August 1973 Generalleutnant Claire E. Hutchin, Jr. als Kommandierender General der Ersten US-Armee (First US Army) in Fort George G. Meade ab und bekleidete diesen Posten bis zu seinem Ausscheiden aus dem aktiven militärischen Dienst und seinem Eintritt in den Ruhestand im August 1974. Sein Nachfolger wurde daraufhin Generalleutnant James G. Kalergis.
Nach seinem Eintritt in den Ruhestand ließ er sich 1974 zunächst als Farmer in Union nieder, war aber danach von 1976 bis 1980 Generaladjutant der Nationalgarde von Mississippi. Aus seiner 1941 geschlossenen Ehe mit Margaret Hays Walker gingen die drei Söhne Glenn Dave Walker, Jr., Michael Walker und Keith C. Walker hervor. Glenn D. Walker, Jr. war Oberstleutnant der US Army, Michael Walker Tierarzt und der jüngste Sohn Keith Walker ebenfalls Oberstleutnant der US Army. Nach seinem Tode wurde er im Memorial Park in Union bestattet.

## Auszeichnungen
Auswahl der Dekorationen, sortiert in Anlehnung der Order of Precedence of Military Awards:
- Army Distinguished Service Medal (2 ×)
- Silver Star (2 x)
- Legion of Merit (5 x)
- Distinguished Flying Cross
- Bronze Star
- Purple Heart
- Air Medal